# 吉弥侯部真麻呂
吉弥侯部 真麻呂（きみこべ の ままろ、生年不詳 - 延暦14年（795年）5月）は、奈良時代の俘囚。位階は外従五位下。

## 経歴
称徳朝の神護景雲元年（767年）10月、伊治城の築城終了の行賞にあたっての天皇の勅により、狄徒を馴服させた功により、外従五位下から外正五位下に叙せられている。ただし、この真麻呂が、以下の記述の真麻呂と同一人物であるのかは不明である。かりに同一人物だとすると、何らかの理由で位階を剥奪されていた可能性がある。
桓武朝の延暦11年（792年）朝廷に帰服した蝦夷に対する懐柔を目的に、同じく陸奥国の俘囚であった大伴部宿奈麻呂とともに外従五位下に叙せられる。延暦14年（795年）5月に大伴部阿弖良らによって子息とともに殺害される。これにより、阿弖良とその妻子66名は日向国に移された。
なお吉弥侯部は浮田国造の一族の氏で上毛野国造の同族である。

## 官歴
- 時期不詳：外従五位下
- 神護景雲元年（767年）10月15日：外正五位下
- 時期不詳：位階剥奪？
- 延暦11年（792年）10月1日：外従五位下
- 延暦14年（795年）5月10日以前：死去

## 関連事項
- 日本の古代東北経営